# 德尔维什·埃尔奥卢
德尔维什·埃尔奥卢（土耳其語：Derviş Eroğlu，1938年—），塞浦路斯土耳其裔政治家，2010年-2015年任北塞浦路斯土耳其共和國總統。此前，他是北塞浦路斯总理（1985年－1994年、1996年－2004年和2009年－2010年）和民族团结党的領導人。
埃尔奥卢向來主張土耳其人、希臘人的塞浦路斯一邊一國，但競選總統承諾會與南塞浦路斯繼續談判。